# 강경림
강경림(姜炅林, 1956년 2월 2일~)은 안양대학교 신학과 역사신학 교수이며 한국교회사학회 회장과 한국복음주의역사신학회 초대회장을 역임하였다. 장 칼뱅과 니고데모주의에 대한 전문가이다. 종교개혁가 츠빙글리 연구를 비롯한 개혁신학자들을 연구하였다. 안양대학교 신학대학원장 그리고 교수협의회장을 역임하였다.  2016년 대학교육의 공훈으로 교육부분으로 대한국민대상을 받았다. 현재 한국교회사학회, 한국복음주의역사신학회 그리고
한국사립대학교 교수회연합회에서 자문위원으로 있다.

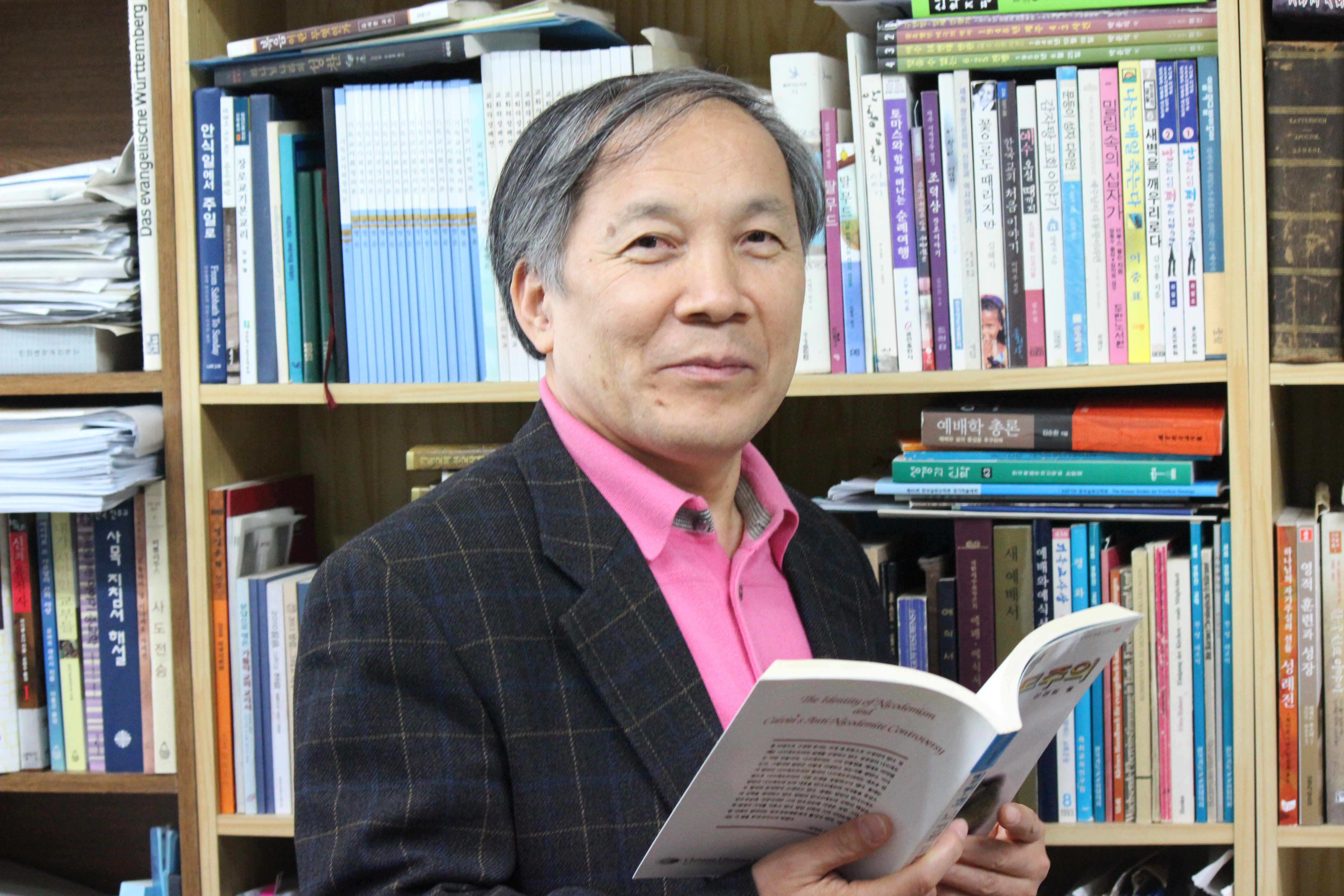
안양대학교 강경림 박사, 안양대학교 연구실

## 학력
- 1997. 2. 총신대학교 대학원 역사신학 전공 (Ph.D.)
- 1987. 2. 총신대학교 신학전공 (Th.M.)
- 1985. 2. 총신대학교 목회학전공 (M.Div.)
- 1982. 2. 총신대학교 신학사 신학전공 (B.A.)

## 경력
- 1989. 3. 1.  대한신학교(현 안양대) 신학과 교수 임용
- 1993(6주) 헨리미터 센터(The Henry Meeter Center for Calvin Studies Faculty Research Fellowship)
- 1999〜2001 한국복음주의 역사신학회 초대 회장 역임
- 2000.2.〜2001.2 러시아 상트 페테스부르크 미르 신학교와 가나안 신학교 강의 봉사
- 2002〜2004  안양대학교 교무처장 역임
- 2005〜2005 제2주기 대학종합평가위원 역임(대교협)
- 2006〜2008 안양대학교 신학대학장 역임
- 2009.2.〜2010.2. 독일 베를린 훔볼트 대학교와 레겐스부르크 대학교 Visiting Scholar
- 2011.5.〜2012.5. 한국 교회사 학회 회장 역임
- 2013〜2014 안양대학교 평생교육원장 겸 한국어교육원장 역임
- 2014.7.〜2016.1 안양대학교 신학대학원장 역임
- 2016〜2018.3 안양대학교 교수협의회 회장 역임
- 현재 한국복음주의역사신학회 자문위원
- 현재 한국교회사학회 자문위원
- 현재 한국사립대학교 교수회연합회 자문위원
- 현재 개혁주의이론실천학회(샬롬나비) 상임이사
- 현재 안양시 시정자문위원회 건강도시분과 위원장

## 박사학위논문
- “니고데모주의의 실체와 칼빈의 니고데모파 논박 연구”(총신대학교 일반대학원, Ph.D. 1996)

## 저서
- 『성령과 삼위일체: 심산 차영배 교수 미수기념논집』(공저). 서울: 킹덤북스, 2017.
- 『내게 천개의 목숨이 있다면: 양화진 선교사들의 삶과 선교』(공저). 한국교회사학회, 한국복음 주의역사신학회 편, 2014. 573 p. ISBN: 978-89-398-4060-7.
- 『종교개혁과 동방 정교회: 16세기의 만남들』. 안양: 중앙문화사, 2013. 372 p. ISBN: 978-89-953798-5-1 02.
- 『바른신학과 교회갱신: 길송 이종윤 목사 고희 논문집』. 서울: 필그림출판사, 2010. 1308 p.ISBN: 89-88228-62-3.
- 『성경과 개혁신학: 서철원박사 은퇴기념논총』(공저). 서울: 쿰란출판사, 2007. 1176 p.ISBN: 9788959223787 93230
- 『알기쉬운교회사』(공저). 서울: 이레서원, 2000.
- 『칼빈신학해설』(공저). 서울: 대한기독교서회, 1998.  432 p. ISBN: 895110219X
- 『칼빈과 니고데모주의』. 서울: CLC, 1997. 348 p. ISBN: 89-341-0751-2.
- 『목회자와 평신도』(공저). 서울: 한국로고스연구원, 1994(3판). 235 p.
- 『목회자와 설교』(공저). 서울: 풍만출판사, 1987. 349 p.
- 『한 권으로 읽는 츠빙글리의 신학』(공저). 서울: 세움북스, 2018. 256 p.

## 논문
- “스코틀랜드의 종교개혁”. 『신학지평』 30호(2017). 안양대학교 신학연구소.
- “츠빙글리의 종교개혁사상의 특징”. 『신학과 교회』 제 6호. 혜암신학연구소, 2016: 91-122.
- “Retrospect of Issue of Idolatry in the Korean Presbyterian Church in the Light of  Calvin's View of Anti-Idolatry”. 『신학지평』 28호(2015). 안양대학교 신학연구소:  7-28.
- “마르틴 부쳐와 성상파괴운동에 대한 소고”.  『신학지평』 27호(2014). 안양대학교 신학연구 소: 5-30.
- “루터의 반우상숭배론”. 『신학지평』 26호(2013). 안양대학교신학연구소: 5-27.
- "첨단 기술 사회의 신학과 그 이후에 대한 논평." 한국개혁신학 4.1 (1997): 153-157.
- "기독교의 영성운동에 대한 개혁신학적 비판." 한국개혁신학 3.1 (1997): 448-475.
- "쯔빙글리의 종교개혁 사상." 신학지평 8.- (1998): 66-114.
- "요한 칼빈의 기독교 음악론." 신학지평 11.- (1999): 95-118.
- "16세기 재세례파 운동의 형성배경과 그 기원에 관한 연구." 논문집 11.- (1991): 509-531.
- "칼빈의 反니고데모派 作品 硏究(1): (Excuse de Jean Calvin, a Messieurs les Nicodemites, sur la complaincte quilz font de sa trop grandrigueur(1544))." 신학지평 2.- (1995): 63-88.
- "16세기 재세례파의 신학사상에 관한 연구." 논문집 10.- (1990): 379-401.
- "구한말 지성인들의 기독교 개종과 YMCA." 신학지평 15.- (2002): 33-53.
- "요한 제바스티안 바흐의 『성탄절 오라토리오』(1734) 읽기." 신학지평 24.- (2011): 5-36.
- "중국과 한국에 있어서 로마 카톨릭교회의 조상제사(祖上祭祀) 수용과정." 신학지평 12.- (2000): 85-106.
- "츠빙글리 『67 개 조항』 : 개혁파 프로레스탄트 종교개혁 선언서." 신학지평 31.- (2018): 5-30.
- "클레르보의 베르나르에게 있어서의 하나님의 은사로서의 성령 체험." 신학지평 33.- (2021): 17-40.
- "클레르보의 베르나르에 있어서의 하나님의 은사로서의 성령체험." 영성포럼 25.1 (2016): 15-237.
- "反靈知主義 敎父 Irenaeus of Lyons의 신학사상." 신학지평 1.- (1994): 109-130.
- "요한 타울러." 월례포럼 77.1 (2019): 25-28.
- "프랑수아 일세의 종교정책에 대한 츠빙글리의 견제." 신학지평 25.- (2012): 5-30.
- "사도행전의 ‘진행보고서들’에 드러난 누가의 교회부흥 이해 연구." 신학지평 23.1 (2010): 7-31.
- "[발표] “칼빈의 신비주의적 사상에 대한 논의”." 월례포럼 70.1 (2018): 38-47.
- "연구논문 : 요한 칼빈의 니고데모파 논박 설교 (1)." 역사신학 논총 2.- (2000): 201-219.
- "김치선 목사의 반우상숭배론." 신학지평 13.- (2000): 77-98.
- "「제네바 시편 성가집 서문」에 나타난 칼빈의 음악관." 논문집 14.- (1994): 139-158.
- "한국교회의 성례 의식(意識)에 대한 유감." 신학지평 10.- (1999): 41-52. 한국교회의 예배당 내부 강도상 구조와 성례 의식(意識)의 관계성을 중심으로.
- "제 1 회 논문발표회 발표논문 : 어거스틴과 토마스 아퀴나스의 종교적 위선에 대한 이견." 역사신학 논총 1.- (1999): 33-54.
- "츠빙글리의 종교개혁 사상의 특징." 신학과교회 6.- (2016): 91-122.
- "중세 십자군운동과 성전(聖戰)." 신학과교회 9.- (2018): 171-214.
- "김영재 교수 은퇴 기념 논문집 : 김영재 교수와 함께 ; 김영재 교수의 한국 교회를 향한 신학적 질문들." 역사신학 논총 5.- (2003): 39-49.
- "한국 칼빈 연구사(1) -자료정리 방법론을 중심으로-." 역사신학 논총 11.- (2006): 221-238.
- "대학 학부 과정에서의 신학교육." 한국개혁신학 7.1 (2000): 430-455.
- "스코틀랜드의 종교개혁." 신학지평 30.- (2017): 231-255.
- "칼빈의 그리스도 나라론." 신학지평 19.- (2006): 6-26.
- "개혁주의 전통의 두드러진 특징들." 신학지평 20.- (2007): 182-201.

## 번역
- 『기독교신앙과 역사 인식』(공역). 서울: 도서출판 솔로몬, 1994. 234 p. ISBN: 2000202100438.

## 수상
- 제6회 2016 자랑스런 대한국민대상(교육)[8]

## 같이 보기
- 한국복음주의 신학회
- 한국장로교신학회
- 신학회
- 한국교회사학회
- 한국의 신학자 목록
- 개혁신학자